# Thalamita sexlobata
Thalamita sexlobata är en kräftdjursart som beskrevs av Edward John Miers 1886.
Thalamita sexlobata ingår i släktet Thalamita och familjen simkrabbor. Inga underarter finns listade i Catalogue of Life.